# 范柏年
范柏年（？—479年），南朝宋、南朝齐人物，梓潼郡（今四川梓潼县）人。
范柏年家族土断属梁州华阳郡，在梁州知名。刘宋泰始年間，氐族攻打晋寿郡，截断交通，范柏年以倉部郎受假节，率数百人慰劳交通，从益州道向建康朝廷報告。初为州将，刘亮派他出都谘事，见宋明帝。明帝言及广州贪泉，问范柏年：“卿州有此水吗？”范柏年答道：“梁州唯有文川、武乡，廉泉、让水。”又问：“卿宅在何处？”答道：“臣所居廉让之间。”后来担任晋寿郡太守。范柏年诱降晋寿郡亡命李乌奴，讨平氐人楊城、蘇道熾。元徽四年（476年），担任梁南秦二州刺史。昇明元年（477年），沈攸之作乱，范柏年派阴广宗进入魏興郡，以援救朝廷为名，以候望形势。昇明三年（479年），朝廷派遣王玄邈担任新的梁南秦二州刺史。李烏奴劝范柏年容据汉中不受命。王玄邈抵达，范柏年迟迟不肯离开魏興郡。同年（建元元年），南郡王蕭長懋憂慮范柏年作乱，派遣使者说服范柏年，说要让范柏年担任府長史，范柏年抵达襄陽，被抓住处决。